# Hook Point
Hook Point est un cap sur l'océan Pacifique à la pointe sud de l'île Fraser, dans le Queensland, en Australie. Il constitue le point de débarquement des ferries en provenance d'Inskip Point, sur le continent.